# Râul Milova, Mureș
Râul Milova este un curs de apă, afluent al râului Mureș. 